# Finlaysonia insularum
Finlaysonia insularum är en oleanderväxtart som först beskrevs av George King och Gamble, och fick sitt nu gällande namn av Venter. Finlaysonia insularum ingår i släktet Finlaysonia och familjen oleanderväxter. Inga underarter finns listade i Catalogue of Life.